# Дмитриевское (Краснобаковский район)
Дми́триевское — село в Краснобаковском районе Нижегородской области, административный центр Дмитриевского сельсовета.
Располагается на правом берегу реки Ветлуги.
Улицы села: Молодёжная, Новая.
В селе располагается памятник архитектуры Усадьба Захарьина, построенная во второй половине XIX века, а также памятник истории могила Героя Советского Союза А. А. Березина.

## Население
По данным на 1999 год, численность населения составляла 410 чел.
| 2002 | 2010 |
| ---- | ---- |
| 357  | ↘335 |